# Masters de Canadá 1979
El Abierto de Canadá 1979 (también conocido como 1979 Player's Canadian Open por razones de patrocinio) fue un torneo de tenis jugado sobre pista dura. Fue la edición número 90 de este torneo. El torneo masculino formó parte del circuito ATP. La versión masculina se celebró entre el 13 de agosto y el 19 de agosto de 1979.

## Campeones

### Individuales masculinos
Björn Borg vence a  John McEnroe, 6–3, 6–3.

### Dobles masculinos
Peter Fleming /  John McEnroe vencen a  Heinz Günthardt /  Bob Hewitt, 6–7, 7–6, 6–1.

### Individuales femeninos
Laura DuPont vence a  Brigitte Cuypers, 6–4, 6–7, 6–1.

### Dobles femeninos
Lea Antonoplis /  Diane Evers vencen a  Chris O'Neil /  Mimi Wikstedt, 2–6, 6–1, 6–3.